# Джанзаков, Утеген
Утеген Джанзаков (1908 год, аул № 15, Казалинский район, Кзыл-Ординская область, Российская империя — неизвестно) — советский политический и государственный деятель. Нарком лесной промышленности Казахской ССР.

## Биография
Утеген Джанзаков родился в семье скотовода в ауле № 15 Казалинского района Кзыл-Ординской области. По национальности казах. Член ВКП(б) с 1938 года, исключён из партии в 1942 году.

### Образование
1922—1926 — воспитывался в Казалинском детском доме.
1926—1928 — окончил Сырдарьинскую губернскую совпартшколу в г. Чимкент.
1930—1932 — обучался в Среднеазиатском государственном университете (САГУ, г. Ташкент), однако не завершил образование.

### Трудовая деятельность
1928—1929 — секретарь Чаяновского райкома ВЛКСМ в Южно-Казахстанской области.
1929—1930 — инструктор Семипалатинского окружного исполкома.
1932—1933 — директор Таджикского республиканского лесного треста в г. Сталинабад.
1933—1934 — директор Алма-Атинской плодоовощной конторы Казпотребсоюза.
1934—1935 — заместитель начальника Плодоовощного управления Наркомата земледелия Казахской ССР.
1935—1937 — заместитель директора совхоза «Иссык» Алма-Атинской области.
1937—1939 — председатель Балхашского райисполкома (село Баканас, Алма-Атинская область).
1939—1940 — первый заместитель председателя Алма-Атинского облисполкома.
Июнь 1940 — август 1942 — нарком лесной промышленности Казахской ССР. В августе 1942 года снят с должности.

### Репрессии
16 сентября 1942 — арестован НКВД Казахской ССР.
2 февраля 1944 — осуждён по статье 58-10 УК РСФСР Особым Совещанием НКВД на 3 года исправительно-трудовых лагерей.
1 сентября 1970 — реабилитирован Верховным судом Казахской ССР в связи с отсутствием состава преступления.